# The History of The Hobbit
The History of The Hobbit ("La storia de Lo Hobbit") è uno studio in due volumi su Lo Hobbit di J. R. R. Tolkien a cura di John D. Rateliff. La HarperCollins lo ha pubblicato nell'estate del 2007 nel Regno Unito e la Houghton Mifflin negli Stati Uniti d'America.

## Struttura
I due volumi contengono bozze inedite de Lo Hobbit, annotate da John D. Rateliff, oltre alle varie revisioni che Tolkien fece alla sua opera, incluse quelle revisioni scartate per la terza edizione del libro, nel 1960. Infine, contiene anche mappe e illustrazioni inedite disegnate dallo stesso autore.
Il primo volume è intitolato The History of The Hobbit: Volume I: Mr. Baggins e contiene la prima metà delle bozze di Tolkien su Lo Hobbit, commentate. Questo volume è stato pubblicato nel Regno Unito il 4 maggio 2007.
Il secondo volume, intitolato The History of The Hobbit: Volume II: Return to Bag-End, contiene invece la seconda metà delle bozze originali manoscritte da Tolkien, oltre a bozze successivamente e le appendici. Questo volume è stato pubblicato nel Regno Unito nel luglio 2007.

## Legame conLa storia della terra di Mezzo
Quando Christopher Tolkien iniziò la pubblicazione della Storia della terra di Mezzo (una serie di volumi che documentano tutto il lavoro di J.R.R. Tolkien nella creazione della Terra di Mezzo) scelse di non inserire anche dei testi che trattavano de Lo Hobbit. Secondo lui, infatti, Lo Hobbit originariamente non faceva parte dell'universo dei racconti sulla Terra di Mezzo, e solo successivamente suo padre lo incorporerà. Il tono dello Hobbit è molto più leggero e più vicino a un racconto per bambini rispetto alle altre opere di Tolkien.
Dato che Christopher Tolkien non aveva intenzione di intraprendere uno studio sullo Hobbit, il compito fu affidato a Taum Santoski negli anni 1980, Santoski ha avuto accesso ai manoscritti originali di Tolkien conservati nella Marquette University. Morendo nel 1991, il lavoro passò definitivamente a John Rateliff che lo porterà a termine. Anche se Christopher Tolkien non ha lavorato direttamente a The History of The Hobbit, quest'ultimo è molto simile alla sua opera di "archeologia letteraria", The History of Middle-earth. Rateliff presentò poi il lavoro finito al giudizio di Christopher Tolkien, che approvò l'opera per la pubblicazione.